# Jam Lammers
Jam Lammers (Países Bajos, 30 de septiembre de 1926-1 de septiembre de 2011) fue un atleta neerlandés especializado en la prueba de 200 m, en la que consiguió ser medallista de bronce europeo en 1950.

## Carrera deportiva
En el Campeonato Europeo de Atletismo de 1950 ganó la medalla de bronce en los 200 metros, llegando a meta en un tiempo de 22.1 segundos, tras el británico Brian Shenton (oro con 21.5 segundos) y el francés Étienne Bally  (plata con 21.8 segundos).